# Antonio Machado Núñez
Antonio Machado y Núñez (Cádiz, 30 de marzo de 1815 - Madrid, 2 de julio de 1896) fue un médico, antropólogo, zoólogo y geólogo español. Fue profesor en Cádiz, Sevilla y Madrid y se erigió como uno de los introductores del darwinismo en España. En lo político, era de ideología liberal progresista.
Fue padre del folclorista Antonio Machado y Álvarez, apodado Demófilo, y abuelo de los poetas Antonio y Manuel Machado.

## Biografía
Estudió Historia Natural y Botánica en el Colegio de Medicina y Cirugía de Cádiz, siendo su profesor Manuel José de Porto. En este centro, se graduó como bachiller en Filosofía en 1831. Luego ejerció de médico en el Ejército del Norte durante la Primera Guerra Carlista. Tras regresar a Cádiz, en 1836 realizó un curso de Matemáticas, en 1837 se licenció en Medicina y en 1838 obtuvo el título de doctor en Medicina y Cirugía. Entre 1839 y 1840 hizo un curso de Química.
Trabajó como médico titular del Puerto de Cádiz y como profesor auxiliar en el Colegio de Medicina.
Entre 1840 y 1841 estuvo en La Habana, en San Salvador y en Guatemala, donde vivía su hermano Manuel. La Universidad Central de Guatemala le dio a Antonio un doctorado honorífico. Durante su estancia en San Salvador tuvo conocimiento del cercano volcán de Izalco, que se encontraba activo, y percibió frecuentes terremotos. Durante su estancia en Guatemala se informó de la erupción del volcán Cosigüina de Nicaragua de 1835, que se sintió en Guatemala, y sobre la que escribió en su artículo De los terremotos o temblores de tierra de 1859. En América, tuvo la oportunidad de ver naturaleza salvaje, fósiles y restos arqueológicos.
En 1841 se trasladó a Cádiz y, ese mismo año, fue a París. Estudió en la Universidad de la Sorbona con personalidades del mundo académico como Mateo Orfila, padre de la toxicología moderna, o Constant Prevost, geólogo. Prevost era cercano a las tesis del geólogo escocés Charles Lyell, que había influido en Darwin.
Desde París, Antonio hizo viajes a Alemania y a Bélgica.
En 1843 se instaló en Sevilla, donde se dedica a la medicina. Por estas fechas impartió un ciclo de conferencias sobre geología en la Sociedad Económica de Amigos del País y asistió a clases de lengua griega impartidas por el sacerdote José de Oria.
Tras aprobar unas oposiciones, en 1844 pasó a ser catedrático de Física y Química Médicas en la Facultad de Ciencias Médicas de Cádiz. El gobierno había suprimido el Colegio de Medicina y esta facultad estaba sostenida económicamente por el ayuntamiento gaditano y por la Junta de Comercio.
En 1845 se aprobó el Plan Pidal, que reformó los estudios universitarios. Antonio se tuvo que trasladar a la Universidad de Santiago de Compostela para ser catedrático de Física y Química.
Antes de partir para Santiago de Compostela, contrajo matrimonio en Sevilla con Cipriana Álvarez Durán.
Cipriana había nacido el 16 de septiembre de 1827 en Sevilla. Era hija de José Álvarez Guerra, autor del libro Unidad simbólica y destino del hombre en la tierra o filosofía de la razón, editado en Madrid en 1837 y en Sevilla en 1857. Esta obra anticipaba tesis krausistas, doctrina traída de Alemania más adelante por Julián Sanz del Río.
Cipriana era sobrina de Agustín Durán, autor del Romancero general y reivindicador del teatro español del Siglo de Oro.
Cipriana era una mujer cultivada y poseía dotes artísticas, sobre todo hacia la pintura.
El 6 de abril de 1846 nació en Santiago de Compostela el único hijo del matrimonio, el folclorista Antonio Machado y Álvarez Demófilo, padre a su vez de los poetas Antonio y Manuel Machado, que cerraron esta ilustre saga. Antonio Machado y Ruiz declaró que había aprendido a leer con el Romancero general.
En 1846 Antonio Machado y Núñez tomó posesión de la cátedra de Mineralogía y Zoología de la Facultad de Filosofía de la Universidad de Sevilla.
En 1848 entró como miembro supernumerario en la Real Academia Sevillana de Buenas Letras con un discurso titulado Caracteres diferenciales de los animales y los vegetales.
Por orden del ministro Bravo Murillo de enero de 1849, creó el Gabinete de Historia Natural de Sevilla. Este llegó a contar con una nutrida colección de animales disecados y minerales. Fue creciendo con donaciones y con adquisiciones que Antonio Machado y Núñez llevaba a cabo en España y en el extranjero, especialmente en Francia, a donde viajaba con frecuencia. Llegó a ser el segundo gabinete de historia natural más importante de España.
En 1850 Antonio pasó a ser también decano de la Facultad de Filosofía.
Continuó formándose y el 27 de mayo de 1854 se licenció en Ciencias Naturales.
Sobre su literatura científica se puede mencionar: en 1854 Catálogo de aves observadas en algunas provincias de Andalucía; en 1857 Catálogo de peces que habitan en las costas de Cádiz y Huelva y en el Guadalquivir; en 1859 Herpetología hispalense (sobre anfibios y reptiles); en 1869 Catálogo metódico y razonado de los mamíferos de Andalucía y Excursión geológica a Morón y Conil; en 1871 Neveras o ventisqueros y Ligera reseña geológica de la provincia de Huelva; y en 1872 Apuntes para una memoria geognóstico-agrícola de la provincia de Sevilla.
En su catálogo de aves de 1854 especifica lo siguiente:

Las aves incluidas en este catálogo han sido observadas en su mayor parte en la provincia de Cádiz: se hallan casi las mismas especies en Cádiz y Huelva, pero se encuentran además otras muchas que no visitan el territorio sevillano. En las marismas de la margen izquierda del Guadalquivir, no lejos de Lebrija y Trebujena, en las costas de Rota, Puerto Real y en las salinas de la Isla de León y Chiclana, hay una diversidad de zancudos y palmípedos que han llamado mi atención: la orilla derecha del río es también muy abundante en los mismos órdenes, con particularidad cerca del Rocío y de Almonte, así como en el coto de Doñana: pero no habiendo podido estudiarlas suficientemente, dejo para otra ocasión dar una lista de ellas

En 1857 su cátedra se fusionó con la de Botánica, pasando a llamarse cátedra de Historia Natural.
En 1858 fue nombrado miembro numerario de la Real Academia Sevillana de Buenas Letras y ejerció de secretario secretario de la Sección de Historia Natural. En 1861 leyó en el seno de esta academia una memoria titulada Homo Baeticus, vel Vandalicus, vel Andalusicus, sobre la "variedad andaluza de la especie humana".
En 1863 se doctoró en Ciencias Naturales por la Universidad Central de Madrid. Ese mismo año dejó de ser decano de la Facultad de Filosofía de Sevilla, que se dividió en la Facultad de Ciencias y la Facultad de Letras. Por estas fechas vivía en la calle de Las Palmas (hoy Jesús del Gran Poder), número 8.
En 1864 los geólogos de la Sociedad Geológica de Londres George Busk y Hugh Falconer fueron a ver la caverna Genista de Gibraltar. Esta caverna había sido estudiada por el capitán Brome. En ella se habían encontrado restos de mamíferos cuaternarios extintos, así como útiles de piedra prehistóricos. Tras esta visita estuvieron en Sevilla, donde se encontraron con Antonio Machado y Núñez. Los dos científicos aumentaron el interés de Antonio por la Prehistoria.
Dirigió temporalmente la Academia Sevillana de Buenas Letras por enfermedad del que ostentaba el cargo de director, Fernández Espino, en 1865, 1866 y 1872.
En 1868 estuvo a favor de la Revolución Gloriosa. Ese año nombrado rector de la Universidad de Sevilla, cargo que ejerció hasta 1870.
En 1869 fundó con el krausista Federico de Castro la Revista Mensual de Filosofía, Literatura y Ciencias, donde se expresarán los profesores universitarios krausistas, progresistas y hegelianos.
Por estas fechas se hizo miembro del Partido Progresista y, entre marzo de 1870 y enero de 1871, fue gobernador civil de la provincia de Sevilla, época en la que se dedicó a perseguir el bandolerismo de manera enérgica, siendo elogiado por Julián Zugasti y Sáenz, en Bandolerismo: estudio social.
El 4 de octubre de 1871 Antonio Machado y Núñez fundó la Sociedad Antropológica en Sevilla. Esta sociedad existió durante muy poco tiempo. En ella se trataban temas científicos, sociológicos y folclóricos. En el discurso inaugural, Antonio dijo que estudiando los fósiles se podía llegar a la conclusión de que la especie humana había aparecido al final del periodo terciario de la Tierra.
Publicó textos que defendían las teorías de Charles Darwin, Ernst Haeckel y Herbert Spencer en la Revista Mensual de Filosofía, Literatura y Ciencias.
En el seno de la Academia Sevillana de Buenas Letras, el médico Ramón de la Sota y Lastra dio en 1872 un discurso contrario al darwinismo. Antonio Machado y Núñez, por el contrario, defendió esta teoría en 1873 en un discurso en la misma academia.
Fue nuevamente rector de la Universidad de Sevilla entre 1872 y 1874. Durante la Primera República, en su discurso con motivo de la inauguración del curso académico 1873-1874, dijo que las revoluciones tenían lugar cada cierto tiempo pero que se veían desvirtuadas por los extremismos y se mostró crítico con la deriva del proceso revolucionario. Con todo, finalizó el discurso mostrando su adhesión a la República y depositando su confianza en el presidente Emilio Castelar.
En 1875 el Decreto Orovio, que reformaba el ámbito universitario, provocó airadas protestas. En la Universidad de Santiago de Compostela, los profesores Laureano Calderón Arana y Augusto González de Linares manifestaron su intención de no cumplir con la circular que desarrollaba el decreto, por lo que fueron apartados de sus cátedras. En solidaridad, Emilio Castelar y Francisco Giner de los Ríos renunciaron a sus cátedras. En toda España protestaron 39 profesores. Se llevaron a cabo medidas represivas contra algunos de ellos y Giner fue detenido y encarcelado en el Castillo de Santa Catalina de Cádiz entre el 2 y el 15 de abril de 1875. Antonio Machado y Núñez no estuvo entre los represaliados.
Debido a esto, Giner concibió la Institución Libre de Enseñanza. Los estatutos de la misma fueron publicados en 1876. Antonio Machado y Núñez y su hijo Antonio Machado y Álvarez se mostraron a favor del proyecto, aunque no llegaron a ser accionistas del mismo.
En 1880 tradujo El libro de la naturaleza de Federico Shoedler. Esta obra consta de dos volúmenes, uno de Elementos de Mineralogía, Geognosia y Geología y otro de Elementos de Zoología, Anatomía y Fisiología.
Participó en el IV Congreso de Americanistas celebrado en Madrid en 1881, presentando una interesante colección de objetos traídos de Guatemala. Compartió  éxito con el humanista lebrijano Miguel Rodríguez Ferrer, que hizo lo propio con objetos traídos de Cuba.
En 1882 mostraba un desapego hacia los ideales revolucionarios que había suscrito en el pasado, con las siguientes palabras:

Si estos [los políticos] han de renunciar a revoluciones estériles que son siempre una rémora para la libertad, deben poner su objetivo en lo útil y conveniente para sus habitantes y procurar realizarlo con prudencia, sin perturbaciones ni trastornos que engendran malas pasiones e irrealizables utopías: la Humanidad evoluciona con lentitud, y pretender transformarla en un momento es un imposible que no realizará una sola generación.

En 1883 Antonio Machado y Núñez se trasladó con toda su familia a Madrid, donde ejerció como catedrático de Zoología (Moluscos y Zoofitos) en la Universidad Central. Durante un tiempo fue decano de la Facultad de Ciencias madrileña.
En Madrid, su hijo sería profesor de Folclore, sin sueldo, de la Institución Libre de Enseñanza. Sus nietos Manuel, Antonio y Joaquín fueron alumnos de la institución.
En 1886 se presentó como candidato al Senado por Madrid. Por estos años, invirtió en una serie de negocios que fueron mal y le dejaron en la ruina.
En 1886 fue presidente de la Real Sociedad Española de Historia Natural.
Machado y Núñez murió octogenario en el verano de 1896. Fue enterrado junto al que fue uno de sus amigos y accionista de la Institución Libre de Enseñanza, Joaquín Sama y Vinagre, en el cementerio civil de Madrid.